# Касьян, Анна Оганесовна
А́нна Огане́совна Касья́н (арм. Աննա Կասյան; род. 7 октября 1981, Тбилиси) — оперная певица (сопрано), по национальности армянка. Живёт в Париже.
Лауреат многочисленных музыкальных конкурсов. Вокальный репертуар её отмечен жанровым многообразием.

## Биография
Анна Касьян родилась в семье известного армянского дудукиста Оганеса Касьяна.
Воспитанница Центральной Музыкальной школы для одарённых детей Тбилиси (фортепиано и скрипка), Касьян с восьми лет солирует в концертах с оркестрами. В 1999 году поступила в Тбилисскую государственную консерваторию по классу скрипки. Именно в этот период рождается у неё страстный интерес к пению, и через два года она уже студентка вышеназванной консерватории как вокалистка.
С 2003 года Касьян совершенствовалась в Париже в Нормальной школе музыки (оканчивает с тремя дипломами высшего образования) и в аспирантуре вокального факультета Высшей Национальной Консерватории Парижа. Кроме того, она прошла мастер-классы таких исполнителей, как Том Краузе, Райна Кабаиванска, Виорика Кортес, Жанин Рейс, а также по барочной музыке у Николау де Фигейреду и Жори Виникура.

## Призы и награды
Анна Касьян лауреат многочисленных международных конкурсов (Страсбург, Париж, Брюссель, Женева, ARD-Мюнхен, Памплона, Монреаль, UNISA).
- В 2009 году Анна Касьян побеждает на конкурсах в Париже (Vibrarte) и в Страсбурге (Гран-При, под председательством Барбары Хендрикс).[3]
- В 2008 году певица с большим успехом выступает на престижном Конкурсе имени королевы Елизаветы в Бельгии: первая сопрано, лауреат четвёртой премии и обладательница приза публики CANVAS TV (Интернет, телевидение, радио).
- В 2007 году она побеждает в Италии на конкурсе Rocca delle Macie (под председательством Ренато Брузона) и занимает третье место на конкурсе в Женеве, вместе со специальным призом «Cercle du Grand Théâtre de Genève».
- В 2006 она дважды становится четырёхкратным лауреатом 55-го конкурса ARD, Мюнхен и конкурса в Претории, Южная Африка. В этом же году она побеждает в Испании на конкурсе Julian Gayarre и получает специальный приз Терезы Берганса.

Анна Касьян лауреат фонда Мейер (2004—2005), фондов Бестиги и Залецки (2003—2007), фонда Надя и Лили Буланже (2007).
В 2006 Анна Касьян провозглашена французской ассоциацией артистов-исполнителей (ADAMI) лауреатом в номинации «Открытие года в области Лирического искусства».
Касьян удостаивается приза публики «Лучший артист» фестиваля «Музыкальный Олимп 2008» в Санкт-Петербурге, Россия.

## Карьера
В 2007 Анна Касьян дебютировала в роли Розины («Севильский цирюльник», Россини) в кадре фестиваля «Опера ан Плэн эр» Париж и Иль де Франс (Ф.Уй/Дж. Миганес). Этот спектакль был представлен французской критикой и прессой в номинации Лучший оперный спектакль 2007 года на третьей сессии «Les Globes de Cristal des Arts et de la Culture» (Франция).
Касьян исполнила роль Церлины («Дон Жуан», Моцарт) во многих оперных театрах Франции: Монпелье (Э. Нике/Ж-П. Скарпитта) в 2008, в Метц (Ж. Мерсиер/Н. Садул), Руан (Г-Й. Румштадт/Л. Лафарг) в 2009. Зрители республики Сан-Марино могли услышать её Норину в опере Доницетти «Дон Паскуале» (А. Чиаватта/Д. Учелло).
Известный французский фестиваль «Radio France» пригласил Анну Касьян на роль Церлины в опере Моцарта «Дон Жуан» (Э. Никэ/Ж-П. Скарпитта). Эту же партию она исполнила в Оперном театре Монпелье (Ж-П. Скарпитта/ Э. Никэ), а в Оперном театре Тулона она исполнила Яно в опере Яначека «Енуфа». Зрители республики Сан-Марино могли услышать её Норину в опере Доницетти «Дон Паскуале» (Don Pasquale).
Анна Касьян выступает с такими дирижёрами, как Пласидо Доминго, Казуши Оно, Даниэле Каллегари, Гюнтер Нойолд, Александр Рудин, Микаэль Шёнвандт, Стефан Клингеле, Кристоф Поппен, Мишель Пикмаль, Эрве Нике, Джеймс Мина.